# Chorodna semiclusaria
Chorodna semiclusaria là một loài bướm đêm trong họ Geometridae.